# アミ・ボロロク・ホエ・デシェ・ジェテ・チャイ
アミ・ボロロク・ホエ・デシェ・ジェテ・チャイは、日本で活動していたお笑いコンビ。日本人の学（ガク）とバングラデシュ国籍のアベディンの2人からなる。通称「アミボロ」。稲川素子事務所所属。2007年12月18日解散。

## 概要
2004年9月15日結成。非常に長いコンビ名は、バングラデシュの公用語であるベンガル語で「大金を持って祖国に帰る」という意味。
麻雀仲間として知り合い、M-1グランプリ出場をきっかけにコンビを結成。芸風はオーソドックスな漫才を主とするが、コントも行なう。ネタの内容は故郷から出稼ぎでやってきた、という設定のアベディンの自虐的なもの（査証関連、貧乏ネタなど）が特徴的である。
2005年-2007年のM-1グランプリでは三回戦（準々決勝）まで進出。
2007年12月18日にホームページ上で解散を表明。今後、学はすっぽん大学として、アベディンは俳優として活動。

## メンバー
- 学（ガク、本名：川越 学）：ツッコミ担当。

1979年12月1日生まれ。千葉県柏市出身。千葉県立柏南高等学校、立命館大学卒業。
すっぽん大学としても活動しており、エアセックス世界大会の初代タッグチャンピオン。
- アベディン（Abedin）：ボケ担当。

1970年10月10日生まれ。バングラデシュ出身。フルネームはアベディン・モハメッド。2006年に専門学校に在籍。既婚。血液型O型。
元々は俳優として活動しており、『TRICK』シリーズ（テレビ朝日）にジャーミー役で出演していたほか、『ここがヘンだよ日本人』にレギュラー出演した経験を持つなどの活動歴がある。

## 出演番組
- 笑っていいとも!（フジテレビ）
- インパクト!（フジテレビ）
- アジアクロスロード（NHK BS1）
- スーパーJチャンネル（テレビ朝日）
- ディレクターズ魂（テレビ埼玉）
- 口ゲンカワールドカップ（テレビ埼玉）
- 漫才バカ一代（北区ケーブルテレビ）
- 東京ビタミン寄席（中野ケーブルテレビ）
- TRICKシリーズ （テレビ朝日） ※アベディンのみ
- 英語が伝わる!100のツボ（NHK教育） ※アベディンのみ
- 不毛地帯（フジテレビ） ※アベディンのみ
- 警部補 矢部謙三（テレビ朝日）※アベディンのみ
- 海猿 UMIZARU EVOLUTION（フジテレビ）第1話 ※アベディンのみ、タンカー「エイジアントリップ号」船員 マハール役
- NHK歌謡バラエティーショー「あべ一座 旗揚げ公演 あべ上がりの夜空に」（2009年7月11日、NHKホール）※アベディンのみ
- 相棒Season10（テレビ朝日）第13話 ※アベディンのみ、ソパート役
- 連続テレビ小説あまちゃん（NHK）※アベディンのみ、カマール役
- しごとの基礎英語（NHK Eテレ） ※アベディンのみ
- たかじんNOマネー（テレビ大阪） ※アベディンのみ
- テレビ未来遺産（TBS、2014年4月9日） ※アベディンのみ[1]
- 世界くらべてみたら（TBSテレビ） ※アベディンのみ